# Transformisme a Espanya a començaments del segle XX

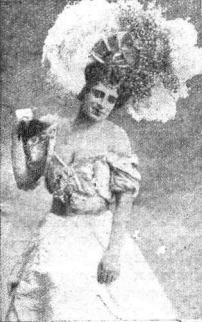
Fregoli vestit de dona, tal com apareix a la revista argentina Caras y Caretas en 1935.

Aquest és un article sobre el transformisme a Espanya a començaments del segle XX. Durant un curt període, entre finals del segle xix i la Guerra Civil, va florir el transformisme als teatres d'Espanya.

## Inicis
El teatre de varietats va sorgir a Espanya a la fi del segle xix, en imitació al que hi havia a París i altres ciutats europees, com Berlín o Londres. A Espanya, malgrat la seva popularitat, inicialment les artistes de varietats eren considerades a la mateixa altura que les prostitutes. La presència masculina era pràcticament inexistent sobre l'escenari.
Aquest tabú es va trencar amb l'arribada de Leopoldo Fregoli en 1897 al Teatro Apolo de Madrid. Els seus espectacles incloïen més de 100 personatges, tots interpretats per ell, entre ells també dones. Tant èxit va tenir, que va repetir en 1903 al Teatro de la Alhambra i posteriorment al Teatro de la Zarzuela. Així, els homes espanyols van saltar a l'escenari de forma anònima, vestits de dona i realitzant un espectacle sicalíptic com s'esperava d'una artista femenina.

## Apogeu
Entre els homes espanyols que es dedicaven al teatre a inicis del silgo XX, podem esmentar Antonio Alonso, Loperetti, Luisito Carbonell, Freddy, Manuel Izquierdo, Edmond (o Edmon) de Bries (o d'Bries), Ramper, Puisinet, Genaro el feo i Mirko. D'aquests, més de la meitat realitzava espectacles de transformisme a l'estil de Fregoli amb gran èxit de públic.
El francès Robert Bertin va introduir una evolució de l'espectacle de transformisme, realitzant imitacions d'estels de les varietats, tant en la vestimenta com en la veu, alguns fins i tot millor que l'original. Bertin imitava La Bella Otero, Yvette Guilbert, Cléo de Mérode, La Tortajada y Paulette Darty.
Un dels primers artistes espanyols a emular a Robert Bertin va ser Ernesto Foliers, que imitava cap a 1911 a Fornarina, La Goya, Raquel Meller, Adelita Lulú i Paquita Escribano, col·laborant en l'espectacle amb la seva esposa. El següent a aparèixer va ser Edmond de Bries, de nom real Ascensio Marsal, originari de Cartagena, que s'havia assentat a Madrid. El seu major èxit eren els seus toilettes, molt sumptuoses, que emprava en les seves imitacions de Pastora Imperio o La Chelito. Tant ell com Derkas van tenir un èxit enorme, al nivell de Bert Errol a Anglaterra o de Julian Eltinge o Francis Renault als Estats Units. Edmond de Bries va tenir molts seguidors que van tractar d'emular el seu èxit. Un altre transformista de gran èxit va ser Dorian, que treballava sense perruca i era conegut per la seva desimboltura i enginy. Li van seguir innombrables uns altres, fins al punt que la mare d'una cupletista, lamentant l'èxit dels homes, va exclamar, «A tots els homes així els enviaria jo a Fernando Poo», al que li van contestar, «Però, creu vostè que hi cabrien tots?». L'últim transformista de certa importància va ser un tal Freddy, presentat en 1931 al públic.
En Barcelona, el transformista més destacat va ser Derkas, de nom real Manuel Izquierdo, nascut a Manila, fill del procurador fiscal de l'Audiència de Cebu. Derkas va arribar fins i tot a portar el seu espectacle a Londres, Berlín, París o Buenos Aires.
En general, aquests artistes no van ser ben considerats i van acabar sent relacionats amb l'homosexualitat, la qual cosa era cert en casos com el de Luisito Carbonell, però completament fals en casos com el de Robert Bertin. L'ambient de l'època ha estat recreat en la pel·lícula Un hombre llamado Flor de Otoño (1978) de Pedro Olea Retolaza.

## Desaparició
Tal com havien sorgit, aquests artistes van desaparèixer amb la Guerra Civil Espanyola, juntament amb totes les altres «manifestacions immorals de l'art». L'únic que va aconseguir seguir treballant en l'espectacle va ser Mirko, però va deixar de realitzar espectacles de transformisme.